# Le Gros Bill (chanson)
Cet article concerne la chanson française. Pour le film québécois, voir Le Gros Bill (film). Pour les autres homonymes, voir Gros Bill.
Le Gros Bill est une chanson de 1949 écrite par Francis Blanche dans un style skiffle américain et sur la musique de la chanson américaine Polly Wolly Doodle (en).
Elle fut enregistrée le 20 mars 1946 par Jacques Hélian et son orchestre  et chantée aussi  par Lily Fayol et Lucille Dumont.
C'est également le titre d'une chanson écrite et chantée par Charles Trenet.